# Línea Ci3 (Avanza Zaragoza)
La línea Circular 3 (Ci3) es una línea regular circular de Avanza Zaragoza, que conecta los barrios de Las Fuentes, San José, Delicias y Almozara en la ciudad de Zaragoza (España). 
Realiza su recorrido en sentido anti horario, mientras que la Ci4 realiza un recorrido similar en sentido horario. 
Se espera que sea la línea más usada de la red de Avanza Zaragoza, transportando entre 22.000 a 25.000 usuarios por día.
Esta línea, junto a la Ci4, fue creada el 17 de marzo de 2025 como sustitución de la línea 24. 
Tiene una frecuencia media de 7 minutos.

## Recorrido
Paseo Echegaray y Caballero, Fray Luis Urbano, Rodrigo Rebolledo, Compromiso de Caspe, Avenida San José, Avenida Tenor Fleta, Camino de las Torres, Juan Pablo Bonet, Mariano Barbasán, Tomás Bretón, García Sanchez, Unceta, Avenida de Madrid, Rioja, Avenida de Navarra, Estación Delicias, Avenida Pablo Gargallo, Paseo Echegaray y Caballero 